# Carlos Miranda y Quartín
Carlos de Miranda y Quartín (f. 1968) fue un diplomático español, embajador en Bélgica y Francia durante la dictadura franquista. Ostentó el título nobiliario de conde de Casa Miranda.

## Biografía
En 1915 ingresó en la carrera diplomática. Contrajo matrimonio con María Teresa Elío y González de Amezúa, condesa de Casa Real de la Moneda, en 1935. Desempeñó el cargo de subsecretario del Ministerio de Asuntos Exteriores entre 1947 y 1951, siendo también en este período procurador en las Cortes franquistas. Estuvo acreditado como embajador en Bélgica y en Luxemburgo desde 1951; asimismo también fue embajador de España ante la Comunidad Económica Europea desde 1960. El conde de Casa Miranda, que cesó como embajador en Bélgica en 1964, entre ese año y 1966 ejerció de embajador en Francia. Falleció el 14 de abril de 1968 en Madrid.